# James Connolly (politik)
James Connolly (5. června 1868 – 12. května 1916) byl irský (ve skotském Edinburghu narozený) republikánský a socialistický politik, klíčová postava tzv. Velikonočního povstání z roku 1916, během něhož se Irové pokusili vyhlásit nezávislost na Británii. Byl též významným marxistickým teoretikem své doby. V roce 2010 byl zvolen čtvrtým největším Irem všech dob, a v roce 2002 v anketě BBC i 64. největším Britem.

## Život
Jako malý chlapec pracoval v tiskárně; ve 14 letech vstoupil do britské armády (sloužil v Irsku), odkud ve 21 letech zběhl. Skoro ihned poté se vrátil do Skotska a vstoupil do dělnického hnutí. V roce 1889 žil v Dundee, kde se stal členem Socialistické ligy. Roku 1903 odjel do USA, kde se na čas usadil a pořádal mítinky o socialistické myšlence. Sešel se zde i s předsedou Socialist Labor Party of America, Danielem De Leonem. Nenašli společnou řeč a tak nenavázali spolupráci. Connolly během Velikonočního povstání vedl jednu z povstaleckých skupin, Irskou občanskou armádu (Irish Citizen Army). Za účast na povstání byl britskými orgány popraven v Kilmainham.

## Dílo
- Connolly, James. 1987. Collected Works (Two volumes). Dublin: New Books.
- Connolly, James. The Lost Writings (ed. Aindrias Ó Cathasaigh), London: Pluto Press ISBN 0-7453-1296-9
- Connolly, James. 1973. Selected Political Writings (eds. Owen Dudley Edwards & Bernard Ransom), London: Jonathan Cape
- Connolly, James. 1973. Selected Writings (ed. P. Berresford Ellis), various editions
- Connolly, James. 1948. Socialism and Nationalism: A Selection from the Writings of James Connolly (ed. Desmond Ryan), Dublin: Sign of the Three Candles.